# Psychotria murmurensis
Psychotria murmurensis är en måreväxtart som beskrevs av Seymour Hans Sohmer. Psychotria murmurensis ingår i släktet Psychotria och familjen måreväxter. Inga underarter finns listade i Catalogue of Life.